# Даніеліто Соррілья
Даніеліто Соррілья (ісп. Danielito Zorrilla; нар. 25 жовтня 1993) — пуерто-риканський боксер-професіонал, який виступає у першій напівсередній вазі.

## Аматорська кар'єра
Даніеліто Соррілья почав займатися боксом у 2007 році. У вересні 2013 року він здобув бронзову медаль на панамериканському чемпіонаті з боксу в Чилі, а в жовтні того ж року виступив на чемпіонаті світу в Алмати. У першому раунді він здолав Георгія Гогатішвілі з Грузії (3:0), після чого вибув від Беріка Абдірахманова з Казахстану (1:2).
У листопаді 2014 року пуерториканець здобув срібну медаль на іграх Центральної Америки та Карибського басейну у Мексиці, де поступився лише у фіналі Яснієру Толедо. Він також здобув срібну медаль на панамериканському чемпіонаті з боксу 2015 року у Венесуелі, знову програвши у фіналі Яснієру Толедо.
У жовтні 2015 року Соррілья взяв участь у чемпіонаті світу в Досі. Після перемог над Віктором Петровим з України (2:1) та Евальдасом Петраускасом з Литви (2:1), уродженець Тоа-Баха поступився у чвертьфіналі Вуттічаю Масуку з Таїланду (0:3).

## Професійна кар'єра
12 листопада 2016 року Даніеліто Соррілья розпочав професійну боксерську кар'єру, здолавши технічним нокаутом у другому раунді свого співвітчизника Хесуса Гонсалеса.
У вересні 2021 року пуерто-риканський спортсмен здобув перемогу нокаутом у другому раунді над Пабло Сезаром Кано[en], а в наступному поєдинку, який відбувся 15 липня 2022 року, поступився одностайним рішенням високорейтинговому каліфорнійцю Арнольду Барбозі-молодшому[en]. Востаннє уродженець Тоа-Баха виходив на ринг 18 березня 2023 року, де здобув перемогу технічним нокаутом у першому раунді проти Арістідеса Квінтеро.
Промоутером Соррільї є Мігель Котто.

### Бій проти Реджиса Прогрейса
22 травня 2023 року між представниками Реджиса Прогрейса та Даніеліто Соррільї була досягнута домовленість про проведення поєдинку за титул WBC у першій напівсередній вазі. Це перша можливість пуерториканця поборотися за головний пояс однієї з чотирьох основних боксерських організацій. Бій відбувся 17 червня 2023 року у Смуті-Кінг-центрі в Новому Орлеані (штат Луїзіана, США). Прогрейс здобув перемогу розділеним рішенням.

## Таблиця боїв
| №  | Результат | Рекорд | Суперник                   | Спосіб | Раунд, час | Дата              | Місце проведення                                                        | Примітки                                                   |
| 19 | Поразка   | 17-2   | Реджис Прогрейс            | SD     | 12         | 17 червня 2023    | Смуті-Кінг-центр, Новий Орлеан, Луїзіана                                | За титул WBC у першій напівсередній вазі                   |
| 18 | Перемога  | 17-1   | Арістідес Квінтеро         | TKO    | 1/10, 1:36 | 18 березня 2023   | Hotel El Panama, Панама                                                 |                                                            |
| 17 | Поразка   | 16-1   | Арнольд Барбоза (молодший) | UD     | 10         | 15 липня 2022     | Pechanga Resort & Casino, Темекула, Каліфорнія                          | За титул WBO Inter-Continental у першій напівсередній вазі |
| 16 | Перемога  | 16-0   | Пабло Сезар Кано           | KO     | 2/10, 0:35 | 14 вересня 2021   | Seminole Hard Rock Hotel and Casino, Голлівуд, Лос-Анджелес, Каліфорнія | За титул WBO NABO у першій напівсередній вазі              |
| 15 | Перемога  | 15-0   | Руслан Мадієв              | TD     | 8/10, 1:43 | 4 березня 2021    | Municipal Boxing Gym Felix Pagan Pintor, Гвайнабо                       | За вакантний титул WBO NABO у першій напівсередній вазі    |
| 14 | Перемога  | 14-0   | Родольфо Пуентес           | KO     | 2/8, 2:59  | 5 грудня 2020     | Coliseo Pedrin Zorrilla, Сан-Хуан                                       |                                                            |
| 13 | Перемога  | 13-0   | Хесус Антоніо Перес Кампос | UD     | 10         | 5 жовтня 2019     | Coliseo Pedrin Zorrilla, Сан-Хуан                                       |                                                            |
| 12 | Перемога  | 12-0   | Хуан Карлос Кордонес       | TKO    | 3/8, 1:52  | 17 серпня 2019    | Coliseo Pedrin Zorrilla, Сан-Хуан                                       |                                                            |
| 11 | Перемога  | 11-0   | Гамаліель Діас             | KO     | 2/8, 2:57  | 30 березня 2019   | Fantasy Springs Casino, Індіо, Каліфорнія                               |                                                            |
| 10 | Перемога  | 10-0   | Раян Піно                  | UD     | 8          | 8 грудня 2018     | Coliseo Antonio R. Barcelo, Тоа-Баха                                    |                                                            |
| 9  | Перемога  | 9-0    | Дакота Лінгер              | KO     | 2/8, 2:59  | 4 жовтня 2018     | The Hangar, Коста-Меса, Каліфорнія                                      |                                                            |
| 8  | Перемога  | 8-0    | Луїс Едуардо Флорес        | KO     | 2/8, 2:59  | 4 серпня 2018     | Cancha Nilmarie Santini, Сан-Хуан                                       |                                                            |
| 7  | Перемога  | 7-0    | Хуліо Перес                | TKO    | 2/4, 0:37  | 8 червня 2018     | Turning Stone Resort Casino, Верона, Нью-Йорк                           |                                                            |
| 6  | Перемога  | 6-0    | Джиммі Розаріо             | TKO    | 3/6, 1:41  | 19 квітня 2018    | Coliseo Jose Miguel Agrelot, Сан-Хуан                                   |                                                            |
| 5  | Перемога  | 5-0    | Кліффорд Грей              | UD     | 6          | 24 березня 2018   | Complejo Ferial, Понсе                                                  |                                                            |
| 4  | Перемога  | 4-0    | Жозуе Лойола               | KO     | 4/6, 2:20  | 12 серпня 2017    | Coliseo Roger L. Mendoza, Кагуас                                        |                                                            |
| 3  | Перемога  | 3-0    | Арнальдо Монтальво         | TKO    | 1/4, 1:40  | 1 квітня 2017     | Complejo Ferial, Понсе                                                  |                                                            |
| 2  | Перемога  | 2-0    | Онікс Куррас               | TKO    | 1/4, 1:29  | 11 лютого 2017    | Coliseo Roger L. Mendoza, Кагуас                                        |                                                            |
| 1  | Перемога  | 1-0    | Хесус Гонсалес             | TKO    | 2/4, 0:46  | 12 листопада 2016 | Complejo Ferial, Понсе                                                  |                                                            |